# Dungeons & Dragons (rollenspel)
Dungeons & Dragons (D&D, DnD) is een fantasie rollenspel. Het is in de jaren 70 ontwikkeld door Gary Gygax en Dave Arneson. De eerste officiële versie werd gepubliceerd in 1974 door de uitgeverij Tactical Studies Rules, Inc. (TSR). D&D wordt algemeen erkend als het begin van moderne role-playing games.
Toen het uitkwam, werd het spel al vrij spoedig populair onder Amerikaanse scholieren en studenten. In de jaren 80 trok D&D de bijzondere aandacht van de media: het werd toen onterecht in verband gebracht met satanisme en zelfmoord. Het werd ook medeverantwoordelijk geacht voor excessieve geweldsdelicten van jongeren (zoals videogames en gewelddadige films aan het begin van de 21e eeuw), maar juist hierdoor werd de populariteit van het spel nog groter. Het werd al snel een internationaal succes. Aan het begin van de 21e eeuw spelen naar schatting wereldwijd circa 20 miljoen mensen D&D.
In de jaren 90 verdween D&D bijna toen TSR, het bedrijf dat opgericht werd door Gary Gygax voor de exploitatie van dit spel, failliet ging. Wizards of the Coast, een concurrent die vooral bekend was van Magic: The Gathering, kocht toen (1997) alle rechten op en gaf vanaf 2000 een geheel nieuwe editie uit. Wizards of the Coast werd later overgenomen door Hasbro.

## Het spel

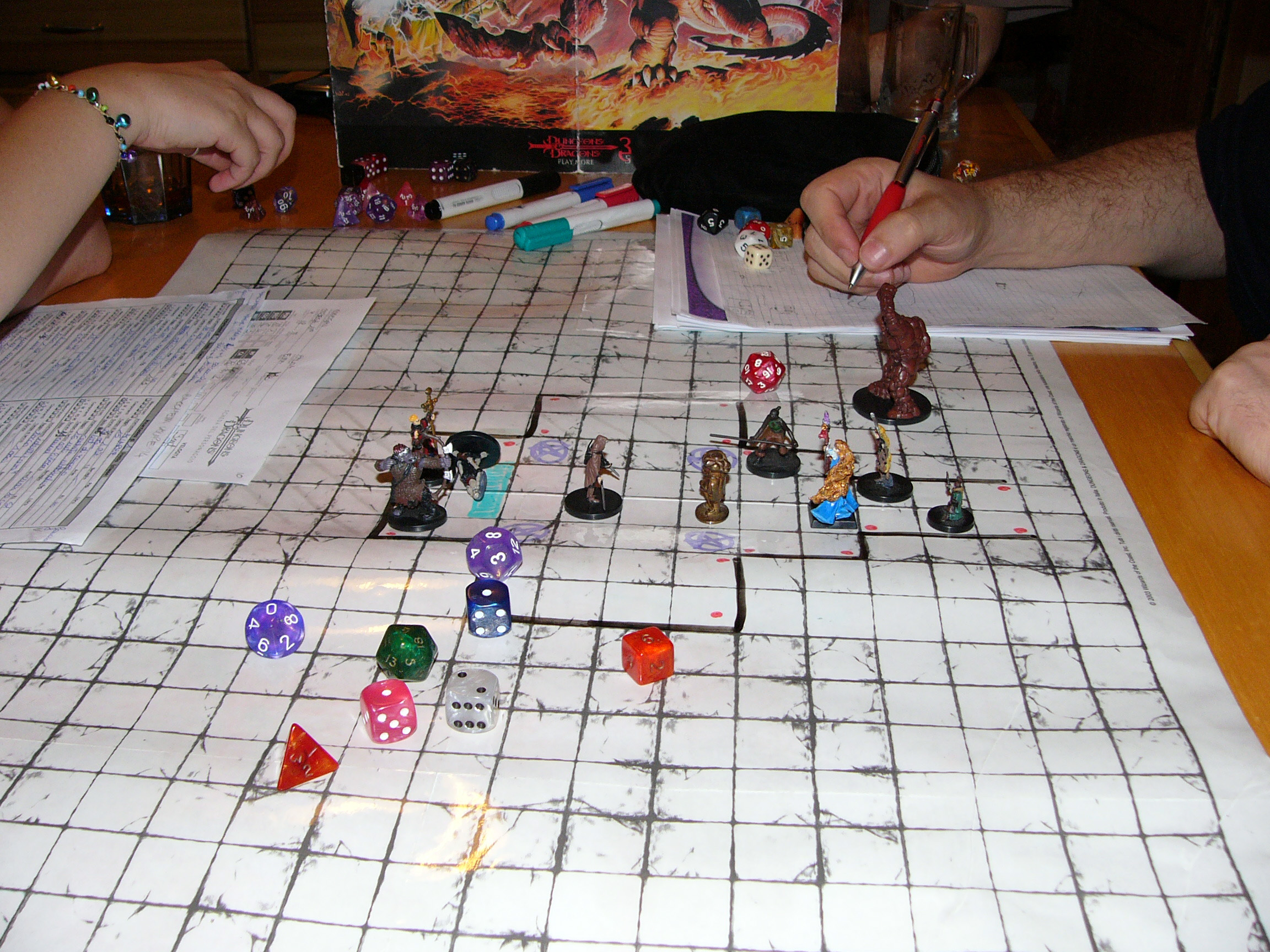
Dungeons & Dragons

Dungeons & Dragons wordt gespeeld door een groep spelers van meestal 3 tot 6 personen, plus de spelleider (die Dungeon Master of DM genoemd wordt). Ook is het mogelijk om met 1 speler en een spelleider, of met grotere groepen en meerdere spelleiders te spelen. D&D speelt zich meestal af in een wereld die doet denken aan de middeleeuwen.
De spelers zijn vrij om hun personage (in het Engels character genoemd) te laten doen wat zij willen, hoewel er veelal enkele richtlijnen worden gegeven waar de personages zich aan moeten houden. Tijdens het verhaal spelen spelers de rol van hun personages. Dit doen ze ofwel door een rollenspel of door het beschrijven van de intenties van hun acties. Anderzijds is de Dungeon Master verantwoordelijk voor het creëren en beheren van de spelwereld, het bedenken van uitdagingen en avonturen, en het reageren op de acties van de spelers. De Dungeon Master omschrijft waar de spelers zijn maar ook wat de consequenties van de spelers hun acties zijn. De Dungeon Master is dus een soort scheidsrechter, verteller en tegenspeler in een.
Als er een bepaalde mate van onzekerheid is of een actie gaat lukken wordt de uitkomst van de actie bepaald door het gooien van één of meer meerzijdige (4-6-8-10-12-20) dobbelstenen, dit zorgt voor een zekere spanning omdat men niet zeker weet of een actie wel gaat lukken. Of een actie lukt is niet alleen afhankelijk van het lot; elk personage heeft zijn eigen sterke en zwakke punten, die de kans op succes vergroten of verkleinen. Dit wordt in Engels ook wel de dice modifier genoemd. Ze kunnen bijvoorbeeld een bepaalde taal lezen of goed klimmen.
Een voorbeeld: de spelleider vertelt dat de personages op het dak van een gebouw staan en dat de persoon die zij proberen te pakken te krijgen op het naastgelegen dak staat. Speler A geeft aan dat zijn personage gaat proberen om naar het andere dak te springen. De spelleider geeft aan dat de sprong al snel 4 meter (12 voet) is en dat er daarom een score van 12 (aantal voet) gehaald moet worden op een twintigzijdige dobbelsteen (d20). Speler A controleert de gegevens van zijn personage en deze blijkt erg goed te zijn in verspringen, dit geeft hem een bonus van bijvoorbeeld 8. Vervolgens rolt de speler de d20, hij rolt een 9, daar telt hij zijn bonus van 8 bij op en dat komt dan op 17. Hij haalt de sprong en kan zo de achtervolging voortzetten.
Om spelleiders te voorzien van informatie en gebruiksklare avonturen (adventures) bracht TSR maandelijks bladen uit met daarin kant-en-klare avonturen die met weinig aanpassingen gebruikt konden worden als stand alone-avonturen (spelsessies van maximaal 2 dagen/avonden) of als zijdelings avontuur in een campaign (langdurige spelsessies, soms zelfs jaren).

## Varianten, edities en settings

### Edities
Van D&D zijn verschillende edities verschenen, die vaak gelijktijdig op de markt beschikbaar waren.
- Origineel D&D (1974): de allereerste versie, gepubliceerd in 1974.
- Basic D&D (1977): een herwerkte versie, met de bedoeling om als instapmodel te fungeren voor nieuwe spelers. Beschikbaar in 1977, en herwerkt in 1981, 1983 en 1991.
- Advanced D&D (1977): een volledig nieuwe editie van het spel, bedoeld voor spelers die ervaren waren met Origineel D&D. Advanced D&D en Basic D&D bleven gedurende vele jaren gelijktijdig beschikbaar.
- Advanced D&D, 2nd edition (1989)
- Dungeons & Dragons 3rd edition (2000): De verschillende versies van D&D behoren nu tot het verleden, vandaar ook het weglaten van het voorvoegsel 'advanced'.
- Dungeons & Dragons 3.5 (2003): herwerkte versie van D&D 3rd edition.
- Dungeons & Dragons 4th edition (2007)
- Dungeons & Dragons 5th edition (2014)
- Dungeons & Dragons 6th edition (2024)

### Settings
Binnen D&D zijn verschillende varianten van settings mogelijk. Een setting is een wereld die al is geschapen en waarvan al vele zaken vaststaan zoals invloedrijke personen, steden en plaatsen die van belang zijn in de geschiedenis.
- Ravenloft: een gothic horrorsetting die vooral gaat over vampieren, weerwolven en andere victoriaanse monsters. De setting bevat een groot aantal kleinere werelden, gescheiden door een duistere en kwaadaardige mist. Deze setting heeft ook een aantal extra regels en zou daardoor ook als een variant op D&D gezien kunnen worden.
- Forgotten Realms: deze setting werd al zeer snel populair bij de spelers, vanwege de ruime mogelijkheden die geboden werden. Het grootste deel van de wereld waarop deze setting is gebaseerd is vrij invulbaar. Slechts enkele delen waren beschreven om te kunnen gebruiken als startpunt of herkenningspunt. Deze setting heeft tevens geresulteerd in een grote serie avonturenpockets.
- Dragonlance: deze setting is gebaseerd op de Dragonlance-boeken, die geschreven zijn door Margaret Weis en Tracy Hickman. Ook deze setting heeft een ruime serie pockets opgeleverd. Dragonlance was de eerste setting die speciaal voor een rollenspel werd ontworpen — tot begin jaren 80 waren rollenspellen algemener van aard, zodat de gamemaster zelf de setting kon (of moest) verzinnen, of waren de settings voortgekomen uit de werelden waarin de spelontwerpers zelf hun avonturen lieten spelen. Dragonlance werd vanuit het niets opgebouwd specifiek als setting voor AD&D.
- Eberron: een setting waarbij veel nadruk wordt gelegd op de omgeving van de personages. Het type personage dat gespeeld wordt is bij Eberron meer afhankelijk van de omgeving waar dat personage is opgegroeid dan bij andere settings. Zo is het bij Eberron vrijwel onmogelijk om een barbaar te worden voor wie in een stad is opgegroeid.
- Planescape: een setting waarin veel verschillende werelden (planes) bestaan. Via portalen kan van de ene naar de andere wereld worden gereisd. De werelden verschillen erg van elkaar, zo zijn er werelden waar geen zwaartekracht is, waar chaos heerst of waar alles juist heel gestructureerd is of werelden die bestaan uit tegen elkaar botsende kubussen. Het centrum van de werelden wordt gevormd door de stad Sigil, die de vorm heeft van (de binnenkant van) een autoband. Door de sterk verschillende werelden is Planescape erg gevarieerd.
- Greyhawk: dit was de allereerste setting die voor D&D ontwikkeld werd. Ze is ontstaan als de persoonlijke setting van Gary Gygax. Het belang van de setting valt nog af te leiden uit een aantal namen van spreuken uit de Player's Handbook. Tovenaars zoals Tenser (Tenser's Floating Disk) en Bigby (Bigby's Interposing Hand) zijn afkomstig uit de setting. Tevens zijn de namen van de goden (Pelor, Olidammara, St. Cuthbert) die de Player's Handbook als standaardgoden gebruikt afkomstig uit deze setting.
- Dark Sun: de wereld van Dark Sun, Athas, is een wrede en meedogenloze wereld, waar het milieu lang geleden vernietigd werd door machtige tovenaars. Ze wijkt sterk af van de standaardwerelden, doordat ze voornamelijk uit zand bestaat, bevolkt is met vreemde rassen zoals kannibalistische Halflings, Thri-Kreen (een soort intelligente sprinkhaanwezens) en Half-Giants.
- Birthright: een setting waarbij D&D wordt gecombineerd met elementen van tactische en strategische bordspellen. Het is de bedoeling dat de spelers een personage spelen dat meer macht uitoefent dan gewone avonturiers. Zo kan het zijn dat het ene personage de koning van een land is en dat het andere de opperpriester van een tempelorde is. Het is de bedoeling dat de spelers hun eigen macht uitbreiden ten koste van de andere regenten (zowel npc's als andere pc's). Dit kunnen ze doen door troepen en versterkingen te bouwen, anderen aan te vallen of ook door op avontuur te gaan.

Er zijn nog een aantal andere settings zoals: The Masque of Red Death, Mystara en Spelljammer.
Het is in D&D nog steeds mogelijk om zelf settings te ontwerpen en hiermee te spelen, zodat de speler zijn eigen wereld maakt.